# Ludwik Heinzel
Ludwik Henryk Heinzel baron von Hohenfels (ur. 26 lipca 1863 w Łodzi, zm. w czerwcu 1925, tamże) – baron, przedsiębiorca i fabrykant.

## Życiorys
Od 1890 r. był członkiem zarządu Towarzystwa Akcyjnego Fabryki Wyrobów Wełnianych założonego przez ojca – Juliusza Heinzla. Po jego śmierci w 1895 r. Ludwik odziedziczył Arturówek oraz dobra łagiewnickie. W Arturówku Ludwik otworzył browar i wytwórnię win, a w Łagiewnikach stadninę i hodowlę koni wraz z terenem do ćwiczeń konnych. W 1896 r. wybudował willę „Leśniczówkę” wraz ze stadniną. Po pożarze, który strawił w Łagiewnikach dworek myśliwski Zawiszów, Ludwik wybudował w latach 1899–1900 pałac, nazywany Pałacem Ludwika Heinzla, w którym zamieszkał wraz z żoną. W związku ze swoimi arystokratycznymi aspiracjami, projekt pałacu zamówił u znanego berlińskiego architekta Franza Schwechtena, ponadto wokół budynku zrealizował park, korty tenisowe, brojlernię, sad i ogród. W swoim pałacu Heinzlowie podejmowali licznych gości, w tym m.in. Henryka Sienkiewicza. Ludwik Heinzel wspierał w interesach swojego brata – Juliusza Teodora Heinzla, samemu preferując życie ziemiańskie i nie idąc w ślady ojca z równym zaangażowaniem jak brat. Niemniej był on w pewnym stopniu zaangażowany w działalność biznesową rodziny Heinzlów. Był twórcą "Tow. Akc. Łódzkiej Manufaktury Nici" wraz m.in. z bratem i Juliuszem Kunitzerem. W 1911 r. wziął udział w przejęciu pakietu kontrolnego akcji Grand Hotelu od Banku Handlowego, stając się jego głównym udziałowcem, ponadto został pierwszym prezesem spółki „Warrant”, której powstanie zainicjował. Heinzel był również kolekcjonerem sztuki, posiadał m.in. obrazy Alfonse'a Muratona, Henryka Siemiradzkiego i Franza Xavera Winterhaltera.

## Życie prywatne
Był synem Juliusza Heinzla i Pauliny Volkmann. 4 czerwca 1895 r. wziął ślub w parafii św. Krzyża w Warszawie z Marią Konstancją Franciszką hr. Colonna-Walewską z Walewic h. Pierzchała (Kolumna), córką Wincentego i Marii z Przeździeckich, wnuczką Mikołaja i Tekli z Masłowskich. Mieli jedną córkę, Konstancję Elżbietę Paulinę bar. Heinzel von Hohenfels (ur. 1898, zm. 1966 w USA), spadkobierczynię majątku, żonę dyplomaty, Oswalda Kermenicia. Zmarł w swoim pałacu na zapalenie płuc w czerwcu 1925 r.